# Цезарий Арелатский
Цезарий Арелатский или Цезарий Арльский (лат. Caesarius Arelatensis; 468/470 — 542/543) — епископ Арля в 502—542 годах. Деятельность Цезария пришлась на период активного противостояния между королевствами бургундов, вестготов, остготов и франков за контроль над южной Галлией. К концу жизни являлся одним из крупнейших церковных деятелей королевства Меровингов. Как богослов известен своей борьбой против полупелагианства и вкладом в богословское изучение Троицы и греха. Сформулированное на проведённом под его председательством Оранжском соборе 529 года учение о благодати прекратило полупелагианский спор и оставалось основным в католической церкви до Тридентского собора. Некоторые из возникших при Цезарии нововведений в литургической практике Арля получили широкое распространение в Галлии. Также Цезарий был автором двух монастырских уставов, один из которых оказал влияние на устав святого Бенедикта. Среди приоритетов общественной деятельности Цезария были благотворительность и забота о военнопленных. Основанный им ксенодохий был первым в Галлии.
Важнейшей проблемой для Цезария была эффективность исполнения епископом своих пастырских обязанностей. Проповедование к тому времени уже стало частью стандартной церковной службы в Галлии, многие епископы сознавали важность такого средства воспитания нравственности и поощряли его. Однако энтузиазм Цезария был в своём роде выдающимся, и он убеждал своё духовенство проповедовать так часто, как это возможно, в церкви и вне её, желающим и противящимся. Темы проповедей Цезария, как правило, касались моральных вопросов. Решающим был вклад Цезария в разрушении монополии епископов на чтение проповедей и, как следствие, дальнейшую христианизацию сельских районов Прованса. Хотя в значительной степени проповеди Цезария не являются оригинальными и содержат значительные заимствования из трудов епископов предшествующего столетия, прежде всего Августина, благодаря краткости и ясности стиля они получили широкое распространение.

## Биография

### Становление

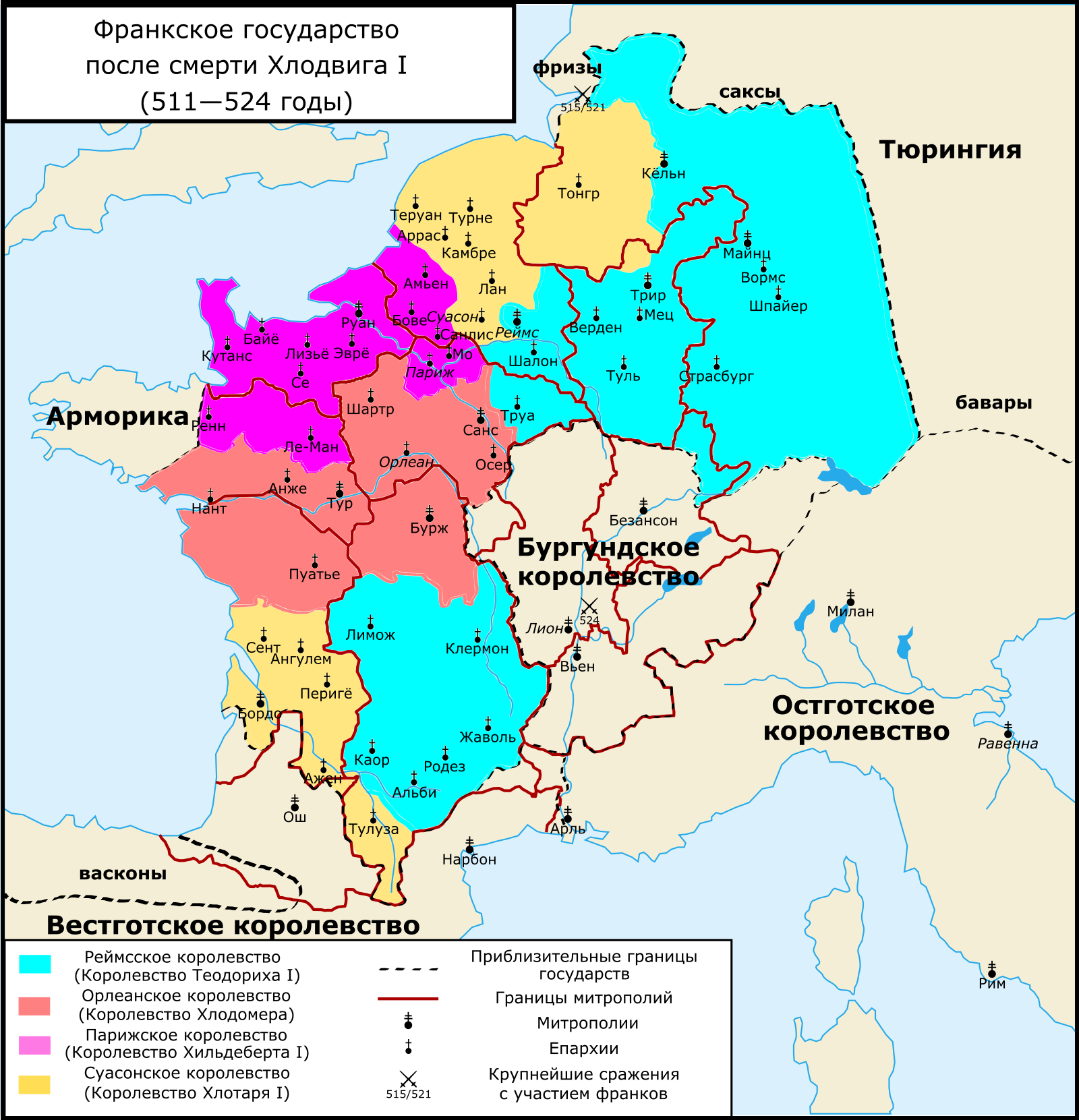
Государства на территории Франции в первой половине VI века

Цезарий родился около 470 года в кельтском городе Кабиллон, ныне Шалон-сюр-Сон. С начала V века город был окружным центром провинции Лугдунская Галлия. С конца 460-х годов город находился под контролем бургундов, ставших федератами около 442 года. Вероятно, родители Цезария принадлежали к галло-римской аристократии Шалона и были христианами. В «Житии святого епископа Цезария», являющемся основным источником сведений о его жизни, не приводятся имена родителей будущего епископа, но сообщается, что у него была одна известная по имени сестра, Цезария Старшая и несколько племянников от других сестёр и братьев. Епископ Арелата в 485—502 годах Эоний также был его родственником. Образование, которое получил Цезарий, позволило ему в будущем писать свои проповеди на хорошей латыни, но не включало, видимо, изучение классической литературы и философии. В 486/487 году, в возрасте семнадцати лет, он принял решение присоединиться к духовенству Шалона в качестве чтеца — как сообщается в житии, без разрешения родителей и полностью порвав все связи с семьёй. Современные исследователи скептически относятся к такого рода заявлениям и, скорее всего, вступив в церковь Цезарий избрал традиционную для своей семьи карьеру. Через два с небольшим года он решил вступить в общину Леринского аббатства на юге Галлии. Причиной решения отправиться так далеко могли быть туманные перспективы достижения высоких церковных постов в родном Шалоне, с церковной аристократией которого семья Цезария не имела родственных связей. Напротив, аббатство, из которого вышло к тому времени уже два епископа Арля, при наличии влиятельного родственника открывало для честолюбивого молодого человека отличные возможности.
Основанное в первое десятилетие V века на небольшом плодородном острове в 4 милях к югу от Канн, Леринское аббатство к моменту прибытия Цезария процветало. К сожалению, устав, по которому жило аббатство в тот период, не сохранился. В целом, однако, понятно, что Лерин следовал уже сложившимся к тому времени нормам монашеского общежития: ведение уединённого образа жизни, отказ вступающими от собственности, проживание в отдельных кельях под общей крышей, совместное питание, структурированная повседневная жизнь. Распорядок дня складывался, в основном, из общих богослужений и периодов индивидуальной молитвы; несколько часов в день выделялось на хозяйственные работы. Прибыв в монастырь в сопровождении одного раба и имея при себе рекомендательное письмо некоего покровителя, через некоторое время Цезарий был назначен келарем монастыря. В его обязанности входили хранение и распределение еды, орудий и прочего имущества. Это была, несомненно, важная должность, и не известно, каким образом молодой человек смог её получить, если только его рекомендателем не был сам епископ Эоний. Вскоре после назначения некоторые монахи обратились к аббату Порхарию, протестуя против уменьшившегося при новом келаре размере довольствия. Тот факт, что аббат прислушался к протестующим и сместил Цезария, в агиографии преподносится как свидетельство падения морального духа монахов и упадка аскетизма в монастыре. Не преуспев на административном поприще, Цезарий начал практиковать индивидуальный аскетизм, существенно более строгий, чем это было обычно принято на Западе. Всё время он проводил в молитве, чтении, пении и бдении, питаясь только по воскресеньям кашицей из овощей. Такими действиями он, видимо, пытался повысить свой престиж среди монахов, подражая отшельникам Египта. Свой цели он не достиг, поскольку такое поведение противоречило сложившимся традициям и установлениям монашества в Галлии. Вскоре его здоровье было существенно подорвано, и аббат отправил Цезария в Арелат (современный Арль). Вероятно, это произошло около 495 года.
По прибытии в Арелат Цезарий установил контакты со светскими и церковными властями города, прежде всего с епископом Эонием. Легенда о том, что знакомство с влиятельным родственником было неожиданным для них обоих, представляется У. Клингширну маловероятной. В ней исследователю видится агиографический топос, такой же, как и попытки создать впечатление, что вернувшись в мир Цезарий продолжил следовать обычаям Леринской обители. Из светской аристократии житие называет «сиятельного мужа» Фирмина и его родственницу, возможно жену, Григорию. О Фирмине известно и из других источников, поскольку он состоял в переписке с писателями Сидонием Аполлинарием и Магном Феликсом Эннодием. Фирмин познакомил Цезария с известным в Арелате ритором Юлианом Померием, ставшим наставником будущего епископа. Померий, являясь сторонником идей Августина, оказал значительное влияние на взгляды Цезария. В своём трактате «De Vita Contemplativa» Померий обращается к ставшему впоследствии важным для его ученика вопросу о том, кто достоин епископского звания. В позднеантичной Галлии высшие церковные должности зачастую доставались представителям знати, в результате чего пастырские обязанности и забота о бедных находились в небрежении. С точки зрения Померия, епископами должны были становиться наиболее достойные представители духовенства и монашества. Благодаря поддержке Цезария эти реформы смогли осуществиться. Некоторое время Цезарий уделил изучению классической литературы, но быстро оставил это занятие как неподобающее для священника и монаха.
Вероятно, молодой монах обладал необходимыми качествами, и Эоний вскоре стал рассматривать его в качестве своего преемника. Решив формальные вопросы с Порхарием, Эоний рукоположил Цезария сначала в диаконы, а потом в пресвитеры. Около 499 года умер настоятель одного из арелатских монастырей, и Цезария назначили на его место. Из достижений Цезария на этом посту, который он занимал около трёх лет, житие называет укрепление дисциплины и возрождение монастыря. Незадолго до своей смерти Эоний представил Цезария духовенству и горожанам как наилучшего из возможных своих преемников. Эоний умер в 501 или 502 году, вероятно, 16 августа. Цезарий был избран епископом Арелата только в декабре 502 года, и такая задержка даёт повод предположить, что усилия Эония по передаче власти встретили некоторое противодействие. Возможно, его причиной был недостаточный опыт кандидата, возможно — его реформаторские устремления. Нельзя исключать и существование конкурирующего кандидата. Указанием на последнюю возможность является наличие в древнейшем из сохранившихся списков епископов некоего Иоанна между Эонием и Цезарием. Рядом исследователей «Иоанн» называется интерполяционной вставкой, призванной объяснить длительный перерыв в ряду епископов.

### Первый период в Арле: 502—512 годы
Своими первыми шагами в качестве епископа Цезарий продемонстрировал, что он продолжает следовать монашеским идеалам бедности. Сохранив подчёркнуто аскетический образ жизни, он также дистанцировался от управления церковным имуществом епархии. Цезарий не полностью отказал от владения имуществом, и в его составленном 40 лет спустя завещании фигурировало два раба и несколько предметов одежды, что, впрочем, было существенно меньше, чем у его современников-епископов. Например, знаменитый своей благочестием и щедростью епископ Реймса Ремигий (ум. ок. 520) оставил после себя 48 крепостных и рабов, не считая тех 34-х, которых он освободил. По мнению У. Клингширна, своим образом жизни Цезарий стремился сгладить конфликт, связанный со своим избранием, ставя себя, как аскета, вне политики и критики. В качестве епископа Цезарий предпринял усилия по налаживанию отношений с вестготскими правителями и добился от Алариха II освобождение от налогообложения церковных земель в Арле. Образовавшиеся дополнительные средства направлялись на поддержку бедных, была организована больница. В то же время Цезарий продвигал свою программу реформ, направленную на преобразование духовенства Арля в монашескую конгрегацию. Такой подход, хотя ранее встречался не часто, не был чем-то совершенно новым: аналогичные меры предпринимали епископы Евсевий из Верчелли в 360-х годах, Августин в 400-х и, позднее, Фульгенций Руспийский. Клирики жили в доме епископа, доступ в который женщинам был запрещён. Там они вместе питались простой пищей, обсуждали Писание и занимались образованием. По ночам они пели псалмы-ноктюрны. По примеру Амвросия Медиоланского Цезарий начинает прославившую его проповедническую деятельность и вводит в богослужение антифонное пение, когда попеременно с хором певчих пел собравшийся в церкви святого Стефана народ.
В конце 504 или начале 505 года Лициниан, нотарий арелатской церкви, обвинил Цезария в заговоре. Согласно доносу, родившийся в северной Галлии епископ желал вернуть город и прилегающие к нему территории, перешедшие около 501 года к вестготам, Бургундии. Такие обвинения могли выглядеть правдоподобными для короля Алариха II, учитывая давний спор епархии Арелата с архиепископами Вьена за церковные провинции к северу от реки Дюранс. По предположению У. Клингширна, Лициниан действовал от имени той части клириков и простых жителей Арля, которые после двух или трёх лет епископства Цезария по-прежнему считали его не достойным занимаемого поста. Аларих прислушался к обвинениям, и в 505 году Цезарий был сослан в Бордо, где находился до начала следующего года. Вероятно, находясь в ссылке Цезарий принял участие в подготовке свода законов «Бревиарий Алариха». Прощение было связано, вероятно, с улучшение отношений государства вестготов с бургундами. Возможно также, епископ был отпущен с целью обеспечения поддержки религиозным инициативам Алариха по установлению поместной церкви в своём королевстве. Эти усилия должен был увенчать масштабный синод, подготовка которого велась в месяцы изгнания Цезария. По возвращении в Арль епископ был удостоен церемонии вступления в город. Организованный Аларихом собор продолжался с конца лета по 10 сентября 506 года в Агде. Вероятно, Цезарий председательствовал на нём, поскольку его имя перечислено первым среди 24 епископов. Не все галльские епископы согласились приехать или прислать своих представителей — в частности, проигнорировал собрание епископ Экса, отрицавший права митрополии Арля над своей епархией; Руриций I Лиможский сказался больным. Несмотря на их отсутствие, на соборе была представлена практически вся церковная организация королевства Алариха. Задачи собора были прежде всего организационными, и его решения касались поведения духовенства, управления церковной собственностью и установления единообразной литургии. Несколько месяцев спустя после возвращения из Бордо и, вероятно, после завершения Агдского сбора, Цезарий начал постройку за городскими стенами женского монастыря. Хотя официально монастырь был открыт только в 512 году, женская община, поселившаяся в нём, сложилась гораздо раньше вокруг Цезарии Старшей. Подобного рода учреждение способствовало увеличению престижа города, усиливая влияние Цезария посредством установления связи с аристократическими семействами, отправлявшими в монастырь своих представительниц. Место, где находились постройки, в настоящее время не известно. Занимаясь развитием женского монастыря, Цезарий, однако, практически не интересовался делами мужского, который ранее возглавлял, вследствие чего тот пришёл в запустение.
Тем временем, возобновившаяся война с франками и бургундами складывалась неудачно для вестготов. В 507 году в битве при Вуйе погиб Аларих II, а зимой того же года Арль осадили бургунды. Во время осады женский монастырь, к тому времени почти построенный, был разрушен, и монахинями пришлось искать убежище в Марселе. Сомнения в лояльности Цезария среди жителей города вновь обострились после того, как один из его родственников бежал к осаждающим. Начались беспорядки, которые житие приписывает евреям. Цезария поместили под арест в его собственном дворце и планировали переправить по Роне в другой город, оставшийся под контролем вестготов. Дальнейшие события, приведшие к освобождению Цезария, не вполне ясны, и также позднее использовались в анти-иудейской полемике. Город находился в осаде до конца 508 года, пока король остготов Теодорих Великий не прислал свою армию под командованием герцога Иббы. Бургунды были вынуждены отступить за Дюранс, вернувшись к прежним границам. Решением Теодориха была восстановлена преторианская префектура Галлии с центром в Арле. В 510 году главой префектуры был назначен патриций Либерий.
Хотя стены Арля не были разрушены, пригороды были полностью разграблены. Цезарий принял активное участие в обеспечении пострадавших едой. Помимо сограждан, епископ принял участие в судьбе захваченных в плен франков и бургундов. Для выкупа их из плена он собрал и переплавил церковное имущество. Такие меры в отношении язычников франков и еретиков-ариан бургундов вызвали сопротивление среди горожан, прежде всего духовенства. Цезарию удалось опровергнуть обвинения своих оппонентов в богохульстве, и даже крестить некоторое количество пленников. В то же время Цезарий не оставил своих планов построить женский монастырь. Освящение в честь Иоанна Крестителя произошло 26 августа 512 года. После смерти Цезария монастырь был переименован в его честь и просуществовал до Великой французской революции. Как и предполагалось изначально, настоятельницей стала сестра епископа, вернувшаяся к тому времени из Марселя. Помимо места для проживания, Цезарий разработал для монахинь устав, полностью регламентирующий их повседневную жизнь. Хотя монахини до некоторой степени обеспечивали свои потребности, для функционирования монастыря требовались значительные средства. Не имея личного состояния, Цезарий не мог выступить жертвователем, и вступительных взносов монахинь также было не достаточно. Денежных средств у епархии не было, а решением Агдского собора епископ был ограничен в возможности отчуждения недвижимости. Возможно, именно сопротивлением духовенства незаконной деятельностью Цезария объясняется его арест в конце 512 года. Согласно другим предположениям, арест был связан с подозрениями в изменнических связях с бургундами. Для разбирательства Цезарий был отправлен ко двору Теодориха в Равенну.

### В Италии

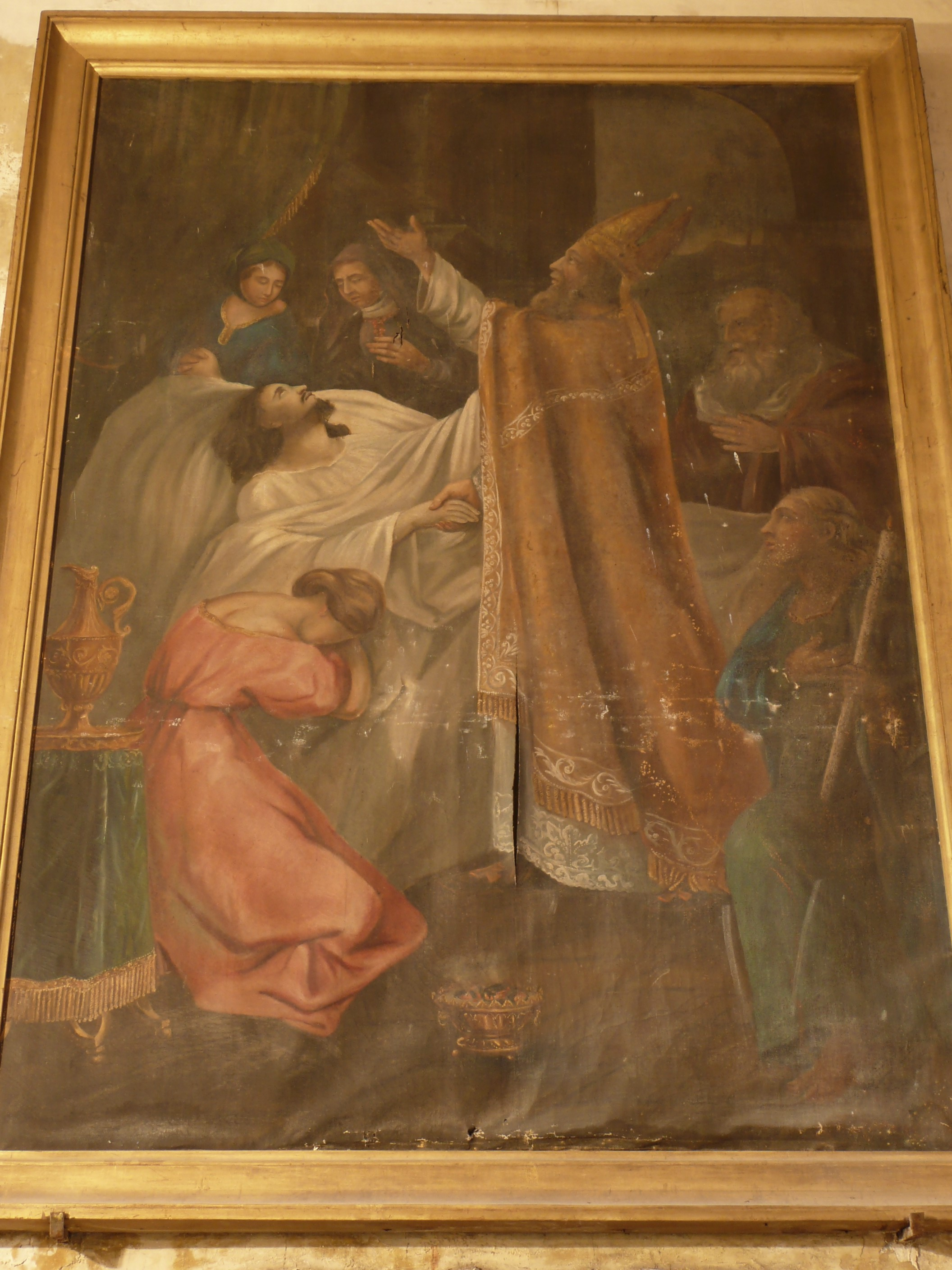
Святой Цезарий у постели префекта Равенны, картина Фуке, Жан Батист, церковь святого Цезария

В Италию Цезарий прибыл, вероятно, весной или летом 513 года. В его свите был нотарий Мессиан, оставивший описание встречи епископа с Теодорихом, включённое в житие. Дополнительные подробности содержатся в письме Цезария к епископу Павии Магну Феликсу Эннодию, ходатайствовавшего перед Теодорихом в пользу епископа Арля. Согласно этим источникам, встреча Цезария с королём остготов прошла в чрезвычайно дружественной обстановке. Король, поинтересовавшись обстоятельствами путешествия и жизни в Арле, сразу признал в своём собеседнике «апостольского мужа». Вопрос о растрате серебряной церковной утвари и церковной собственности был немедленно улажен. Более того, Теодорих одарил епископа серебряным кубком стоимостью 300 солидов и столько же выдал деньгами. Примеру короля последовали придворные, также поспешившие одарить благочестивого епископа Арля. Собранной суммы оказалось достаточно, чтобы выкупить всех пленников войны 508 года. Особенно много среди них было жителей города Оранжа. Бывшим пленникам были предоставлены питание, лошади и повозки. Также в Равенне Цезарий, как сообщается, творил чудеса, исцеляя больных и изгоняя демонов. Слухи о деятельности Цезария достигли Рима. Пожелание сената увидеть его совпало с его собственным желанием обсудить с папой Симмахом обеспечение имущественных прав своего монастыря, и уже осенью того же года Цезарий был в Риме.
Желая добиться широкого признания примата Рима, папы того периода активно вмешивались в церковные споры. Следуя примеру своих многочисленных предшественников, Цезарий прибыл в Рим, желая добиться решения интересующих его вопросов. В сохранившемся документе, который он представил папе, их перечислено четыре. Прежде всего, епископ Арля просил Симмаха запретить отчуждение церковной собственности в Галлии кроме тех случаев, когда выгоду приобретают монастыри. Затем, он просил папу запретить мирянам, занимающим гражданские должности, посвящаться в клирики или епископы без длительного испытания; чтобы вдовам и монахиням было запрещено выходить замуж, по собственному желанию или по принуждению; наконец, осудить симонию. В ответном письме от 6 ноября 513 года Симмах согласился с тремя последними пунктами, но только частично одобрил первый. Одобряя запрет на изъятие церковного имущества, он отказался даровать исключения для монастырей. Такое решение основывалось на законе 502 года, принятом по инициативе самого Симмаха, когда в борьбе с антипапой Лаврентием против него были выдвинуты аналогичные обвинения. Желая защитить себя от возможных обвинений в будущем, Симмах инициировал закон, допускавший лишь временное использование (узуфрукт) церковной собственности. Помимо канонических проблем, Цезария продолжали тревожить отношения с епархией Вьенна. Поражение бургундов в 508 году не прекратило их притязаний на независимость от Арля, и Цезарий опасался, что епископ Авит Вьеннский сможет добиться независимости de jure (вопрос об изменении положения дел de facto не стоял). Тем же письмом от 6 ноября Симмах, как и папа Лев I в 450 году, были подтверждены канонические права Вьенна на епархии Валенсии, Тарантеза, Женевы и Гренобля, а на остальные диоцезы к югу от Дюранса — Арля. Таким образом, в церковную провинцию Арля вошли диоцезы, ранее относившиеся к Вьенну и вся Нарбоннская Галлия. Тем не менее, состав провинции не был строго определён. Это, с одной стороны, приводило к конфликтам Цезария с суффрагантными епископами и, с другой, давало возможность папе проявить свой авторитет в разрешении споров. В дополнение, Симмах назначил Цезария своим викарием в Галлии, в ознаменование чего даровал исключительной право носить паллий. В качестве папского викария Цезарий должен был представлять интересы Рима, обеспечивать паломников в Вечный город рекомендательными письмами и своевременно сообщать о важных событиях в своей стране святому престолу. Как следствие церковная роль Арля, ставшего теперь «галльским Римом» (лат. Gallula Roma Arelas), значительно возросла, а связь с Римом укрепилась.

### Деятельность в 513—529 годы

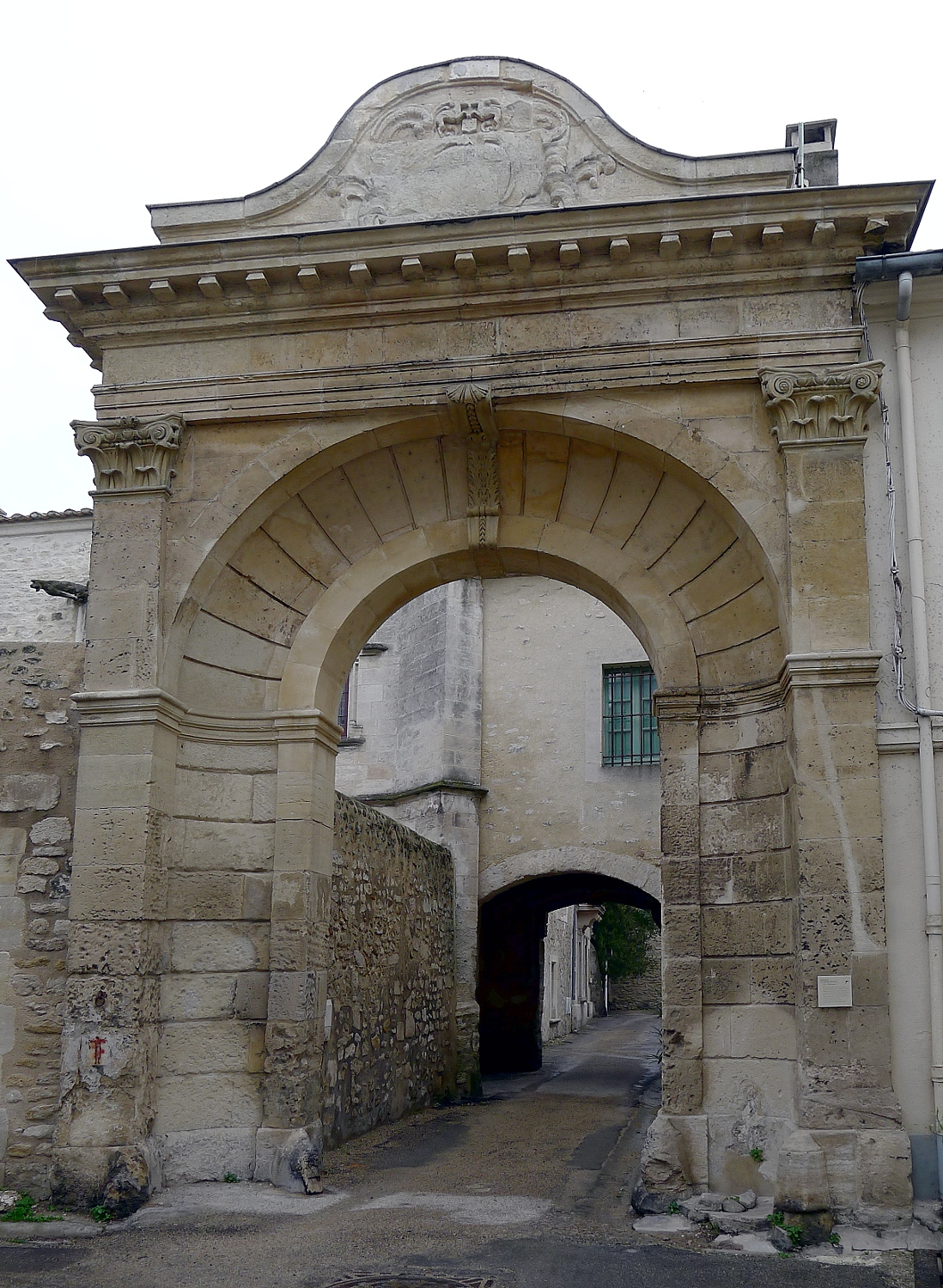
Аббатство святого Цезария, ворота XVIII века

После возвращения Цезария в Арль вопрос о его смещении уже не стоял, и он смог продолжить выполнение своей программы реформ. Как и прежде, основными адресатами его усилий оставались военнопленные и монахини. Часть привезённых с собой денежных средств, составивших внушительную сумму 8000 солидов, Цезарий потратил на выкуп пленников из Каркассона, осаждённого франками в ходе последней войны. В качестве викария Галлии, он не ограничивал свою деятельность епархией Арля, и потому часть денег он выдал священникам, которых отправил в разные места с поручением выкупать пленных. Примерно в то же время, видимо, в начале 515 года, Цезарий начал переговоры с папой Гормиздом, преемником умершего в июле 514 года Симмаха, с целью гарантировать финансовую и административную независимость своего монастыря. После своего избрания, состоявшегося через неделю после смерти Симмаха, Гормизд направил послание викарию Галлии, в котором подтверждал его статус и сообщал об окончании акакианской схизмы. В свою очередь, Цезарий обратился к папе с двумя просьбами. Во-первых, он попросил подтвердить независимость монастыря от епископов Арля, аналогично тому, как это было сделано для Леринского аббатства в 450-х годах; Гормизд с удовольствием пошёл навстречу Цезарию в этом вопросе. Во-вторых, епископ просил подтвердить сделанные ранее им пожертвования. Гормизд согласился признать законность этого дарения, но предупредил Цезария против повторения таких действий в будущем. Для придания дополнительного веса своим просьбам, Цезарий приложил к посланию подписи семи своих суффраганов, из которых идентифицированы только пять. Один из них (Киприан Тулонский) принадлежал провинции Вьенна, остальные ко Второй Нарбонике. Остальные суффраганы Цезария находились к северу от Дюранс и, видимо, не вполне признавали его авторитет — неприятным напоминанием об этом стал представительный собор в Епао, организованный в 517 году Авитом Вьеннским и Вивентиолом Лионским. В отличие от предшествующих Агдского (506) и Орлеанского (511) соборов, этот был созван по инициативе не светских властей, а папы Гормизда. Среди участников собора в Епао были и 9 епископов провинции Арля. Вскоре после смерти Авита в 518 году его преемник Юлиан созвал менее масштабный собор, на который приехал двое из суффраганов Цезария. Вероятно, в качестве протеста против подобного нарушения своих прав, Цезарий много лет не собирал соборов. Положение изменилось после возобновления войны между франками и бургундами в 523 году. После поражения и смерти короля Сигизмунда армия Теодориха захватила территории к северу от Дюранс. Таким образом, впервые с 470-х годов церковная провинция Арля оказалась под единой политической властью.
Цезарий не замедлил воспользоваться открывшимися возможностями, и уже в июне 524 года организовал собор в Арле, на который приехали 18 епископов. Среди них были и участники соборов в Епао и Лионе, в том числе и епископ Экса Максим, ранее не признававший власти Цезария над Нарбоникой II. Соборы, состоявшиеся в Карпантра (ноябрь 527), Араузионе (июль 529) и в Везоне (ноябрь 529) закрепили успех. Среди вопросов которые на них решались — смягчение запретов на рукоположение отдельных категорий лиц с целью восполнения нехватки священников. Участники собора в Арле приняли также участие в освящении базилики в честь Девы Марии, предназначенной служить усыпальницей для монахинь. Вскоре после завершения собора Цезария Старшая умерла и была в ней похоронена. Ей наследовала Цезария Младшая, вероятно, племянница епископа. Примерно в то же время другой племянник Цезария, Теридиус, был назначен экономом монастыря.
Формальный повод для созыва Второго Оранжского собора указан в его сохранившихся «Деяниях» — освящение базилики построенной в городе префектом претория Галлии Либерием. Согласно поставленной Цезарием пометке, собор был открыт в день лат. die quinto nonas julias, Decio juniore viro claro consule, что соответствует 3 июля 529 года. Из четырнадцати епископов, принимавших участие в соборе, помимо Цезария известен только епископ Тулонский Киприан. Как следует из «Деяний», отцы собора предполагали обсудить вопрос о благодати и свободе воли, по которым «мнения простецов вошли в разногласие с кафолической верой». Предыстория, которая привела к формированию именно такой повестки, не известна. После завершения собора в Карпантра предполагалось, что следующий синод состоится в ноябре 528 года в Везоне. Тот факт, что соборе в Везоне был отложен на год указывает на то, что после ноября 527 года произошли непредвиденные для Цезария и его подчинённых епископов события. Возможно, причиной стал состоявшийся в 528 году в Валенсии собор под председательством Юлиана Вьеннского, на котором учение Цезария о благодати было объявлено еретическим. Деяния Валенсийского собора утрачены и подробности о его решениях не известны. Цезарий был приглашён на него, но не прибыл, сказавшись больным. Доктринальная проблема, которая лежала в основе конфликта состояла в том, что Цезарий разделял учение о благодати Августина, которое находилось в прямом противоречии с консенсусом по данному вопросу, сложившимся в Галлии в течение последнего столетия. Как и ранее, Цезарий поспешил предварительно заручиться поддержкой Рима. По такому случаю папа Феликс IV (526—530) направил ему письмо с подборкой тезисов августинианской направленности, которые легли в основу соборных capitula. Предисловие к ним и приложенный символ веры были написаны, видимо, самим Цезарием. В целом, соборные документы изложили учение, которое можно отнести к умеренному августинианству. Вслед за Фавстом Регийским и другими противниками предопределения, отвергались крайности учения Августина как в вопросах о предопределении ко злу и ко спасению. С другой стороны, хотя и без явного осуждения Фавста и полупелагиан, чётко указывалось на важность благодати в обретении веры.
По сравнению с решениями Оранжского собора, каноны состоявшегося в ноябре того же года собора в Везоне имели большее значение для повседневной жизни церкви. Один из них устанавливал, что приходские священники должны были обучать молодых неженатых чтецов в своих домах, другой дал право проповедовать священникам и диаконам. Ранее эти права принадлежали исключительно епископам, и тот факт, что только 11 из суффраганов Цезария подписали каноны Везона, неважно по какой причине (особенно странно отсутствие подписи епископа Везона Алеция), может указывать на ограниченность поддержки его реформ направленных, как полагает У. Клингширн, на дальнейшую христианизацию Прованса.

### Деятельность в 530—542 годы
В 532 году франки возобновили наступление на бургундов, а Теодеберт I вторгся в Прованс, достигнув Безье и Арля. Не видя возможности оборонять территории между Дюранс и Изером, королева остготов Амаласунта вернула бургундам земли, захваченные в 523 году. В то же время короли франков продолжали давление на Бургундию и, после смерти короля Годомара, захватили королевство. Амаласунта была убита в 534 году Теодахадом, что стало формальным поводом для вторжения в королевство остготов Византии в следующем году. Политические изменения не привели к немедленному прекращению власти Цезария в северных епархиях, и в 533 году в соборе в Марселе приняли участие и бургундские епископы. Однако вопрос, который на нём рассматривался — определение меры наказания епископу Контумелиозу Регийскому — вызвал споры, и Цезарий не смог добиться принятия своей точки зрения. Контумелиоз, в прошлом верный сторонник Цезария, обвинялся в половой распущенности и растрате. Решением собора ему было назначено покаяние в монастыре и денежный штраф. Собор, однако, не смог прийти к единому мнению о том, следует ли провинившемуся епископу оставить свой пост только на время покаяния или же навсегда. Случай был не беспрецедентным, и в истории встречались оба варианта. Цезарий придерживался жёсткой линии, но достаточной поддержки среди участников собора не получил. Как и ранее, Цезарий обратился за поддержкой в Рим, где с января 533 года папой был Иоанн II. Иоанн согласился с решением Цезария отрешить Контумелиоза и назначить временного епископа до избрания нового. В подтверждение своей позиции папа приложил подборку из более ранних писем и канонов. К этим документам Цезарий добавил собственные и, сопроводив раздражённым предисловием, направил своим суффраганам. На том, однако, дело не завершилось. Иоанн умер 8 мая 535 года, и несколько дней спустя его преемником был избран Агапит I. Воспользовавшись моментом, Контумелиоз написал в Рим и добился пересмотра решения.
Одновременно с решением относительно Контумелиоза, папа Агапит прислал Цезарию ещё одно неблагоприятное решение. Ссылаясь на решение Римского собора 502 года, на котором будущий папа присутствовал в качестве диакона, Агапит запретил Цезрию отчуждать церковную собственность в пользу бедных. Детали и причины этого не известны, равно как и точная идентификация «бедных», о которых шла речь — вполне возможно, что подразумевался основанный им женский монастырь. Проблема монастыря продолжали занимать Цезария, и в июне 534 года он обнародовал вторую редакцию своего устава для монахинь. По мнению епископа Арля, документ содержал важные нововведения и, чтобы подчеркнуть важность документа, он написал его собственноручно, о чём трижды упоминается в тексте. Устав подписали семь суффраганов Цезария, и ни один из епископов к северу от Дюранс. Основной заботой Цезария, как и прежде, было обеспечение независимости монастыря. Через два десятилетия после основания стало ясно, что семья, столь приверженная безбрачию, не сможет сохранить над ним контроль, поэтому избирать настоятельницу должны были сами монахини из своего круга, исходя из заслуг, а не происхождения или богатства — аналогичным правом пользовались монахи Лерина с середины V века. Во-вторых, Цезарий настоятельно просил будущих монахинь и настоятельниц не вносить изменений в этот устав и не подпадать под контроль епископов Арля. Примерно тогда же Цезарий составил устав для монахов арелатского мужского монастыря, после смерти епископа получивший некоторое распространение в регионе, и окончательную версию своего завещание. Своё скромное имущество Цезарий завещал монахиням и священникам Арля, от которых просил соблюдения высказанных им пожеланий.
Желая получить поддержку франков против Юстиниана, король остготов Витигис уступил Хильдеберту Прованс. Таким образом, в конце 536 или начале 537 года франки вступили в Арль. Авторы «Жития» считают заслугой Цезария, что передача власти от «ариан»-готов к католикам-франкам произошла мирно. Франкская аннексия должна была неизбежно привести к усилению вмешательства светской власти в дела церкви, по сравнению с либеральной политикой удалённого равеннского двора но, с другой стороны давала шанс восстановить контроль над северными диоцезами. Первыми своими шагами в Провансе Хильдеберт продемонстрировал приверженность сохранению прежней системы управления, заменив только на руководящих постах итальянскую аристократию на франков и галло-римлян. С этого времени, в контексте церковной структуры королевства франков, Цезарий стал одним из примерно 15 митрополитов. Первый после аннексии Прованса собор в Орлеане (538) Цезарий и его суффраганы пропустили — вероятно, по причине ещё не вполне определённого статуса Прованса. Возможно также, что Цезарий рассчитывал на подтверждение своего статуса папского викария Галлии, хотя он и не распространялся ранее на всё королевство франков. На следующий собор в Орлеане, состоявшийся в 541 году, приехали два провансальских епископа, и столько же прислали своих представителей. Устранение из церковной жизни Цезария позволило епископу Экса Максиму претендовать на звание «епископа Нарбоники II». Смещение центра церковной жизни в Орлеан, где Цезарий имел мало влияния, делало надежды на признание примата его кафедры призрачными.

## Смерть и память

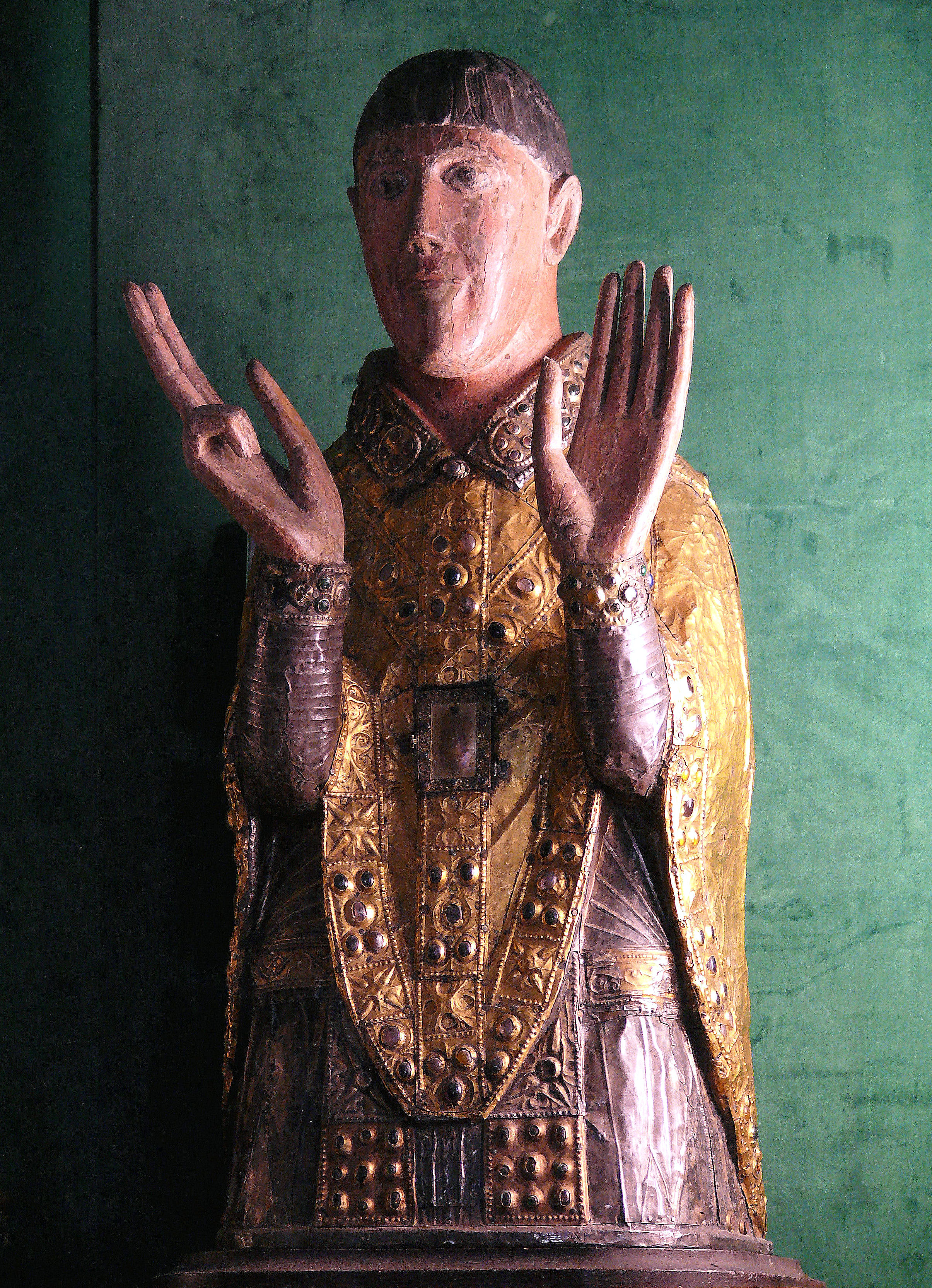
Реликварий святого Цезария, церковь в Море (департамент Канталь), XII—XIII века

Цезарий умер 27 августа 542 или 543 года в возрасте 72 лет. Описывая последние дни его жизни, авторы жизнеописания следуют традиционным агиографическим схемам — болезнь, предчувствие смерти и видения о небесной славе. За день до смерти епископ обратился к монахиням своего монастыря по случаю тридцатой годовщины со дня его основания. Похоронен Цезарий был в монастырской церкви святой Марии рядом с сестрой и другими монахинями в заранее приготовленном саркофаге.
Основа почитания Цезария как святого была заложена уже в его житии. Его внешний вид, одежда, скорее напоминавшая лохмотья, всегда радостное и одухотворённое лицо, равно как и образ жизни, полностью соответствовали сложившемуся в Галлии представлению о святом. Другой необходимый компонент для признания святым, чудеса, представлен в житии двумя видами рассказов. Если не считать чудеса, совершённых Цезарием в Равенне, остальные совершены им в Арле при исполнении епископских обязанностей. В общей сложности житие приводит описание 17 совершённых им при жизни чудес — это изгнание демонов, излечение от болезней, устранение природных опасностей, в частности, пожаров. Примерно столько же случаев связано с мощами Цезария. При жизни епископ сам прибегал к помощи реликвий, развивая миф о святом Трофиме для придания дополнительного престижа Арлю, устраивал литургии в честь святого Генезия Арльского и рассказывал в своих проповедях о других местночтимых святых. Чудеса связанных с Цезарием реликвий имели примерно тот же охват проблем, и совершались они через посредство частей его одежды, воды, которой омывали его тело после смерти и ткани, которой его затем обтирали.
В 1941 году, в связи с приближающимся 1400-летием со дня смерти святого, арлезитанский краевед Фернан Бенуа получил разрешение осмотреть облачение, посох и другие реликвии Цезария. После произведённой реставрации, предметы экспонировались в Арле в 2001—2002 и 2013 годах, в 2011 году в Париже и в 2017 в Риме. Современные историки, в целом, согласны с Годфруа Куртом охарактеризовавшим в 1901 году Цезария как «кого-то наподобие пророка Галлии». С началом Второй мировой войны мироощущение Цезария оказалось созвучно эпохе разразившейся катастрофы, а его труды давали пример веры и надежды. Цезарий был одним из раннехристианских авторов, статьи и книги о которых были включены в основанную в 1941 году провансальским историком Жаном-Реми Паланком серию. В течение нескольких следующих лет появились биографический очерк, обзор богословия Цезария и французский перевод его первой проповеди. С того времени закрепилось представление о Цезарии как благочестивом пастыре, создавшем, несмотря на вторжения варваров, новую вдохновлённую христианскими идеалами цивилизацию. Посвящённые Цезарию торжества в дни Пасхального триденствия стали важным событием для оккупированной Франции.

## Труды

### Проповеди
Деятельность Цезария в качестве епископа в современной историографии часто характеризуется как реформаторская. Её важнейшими компонентами были обеспечение лучшего образования для духовенства и предоставление священникам и диаконам права читать проповеди во время мессы. Традиционно, чтение проповедей было обязанностью епископа. Однако административные обязанности могли не оставить иерарху достаточно времени даже для обращения к прихожанам в центре церковной провинции, не говоря уже о прочих населённых пунктах. Хотя Цезарий стремился регулярно посещать все церкви своего диоцеза, в некоторых он бывал не чаща раза в год. В 529 году собор в Везоне дал священникам право проповедовать, но это решение многими епископами было воспринято как покушение на свои права. Тот же собор позволил зачитывать диаконам святоотеческие проповеди в отсутствие епископа или священника.

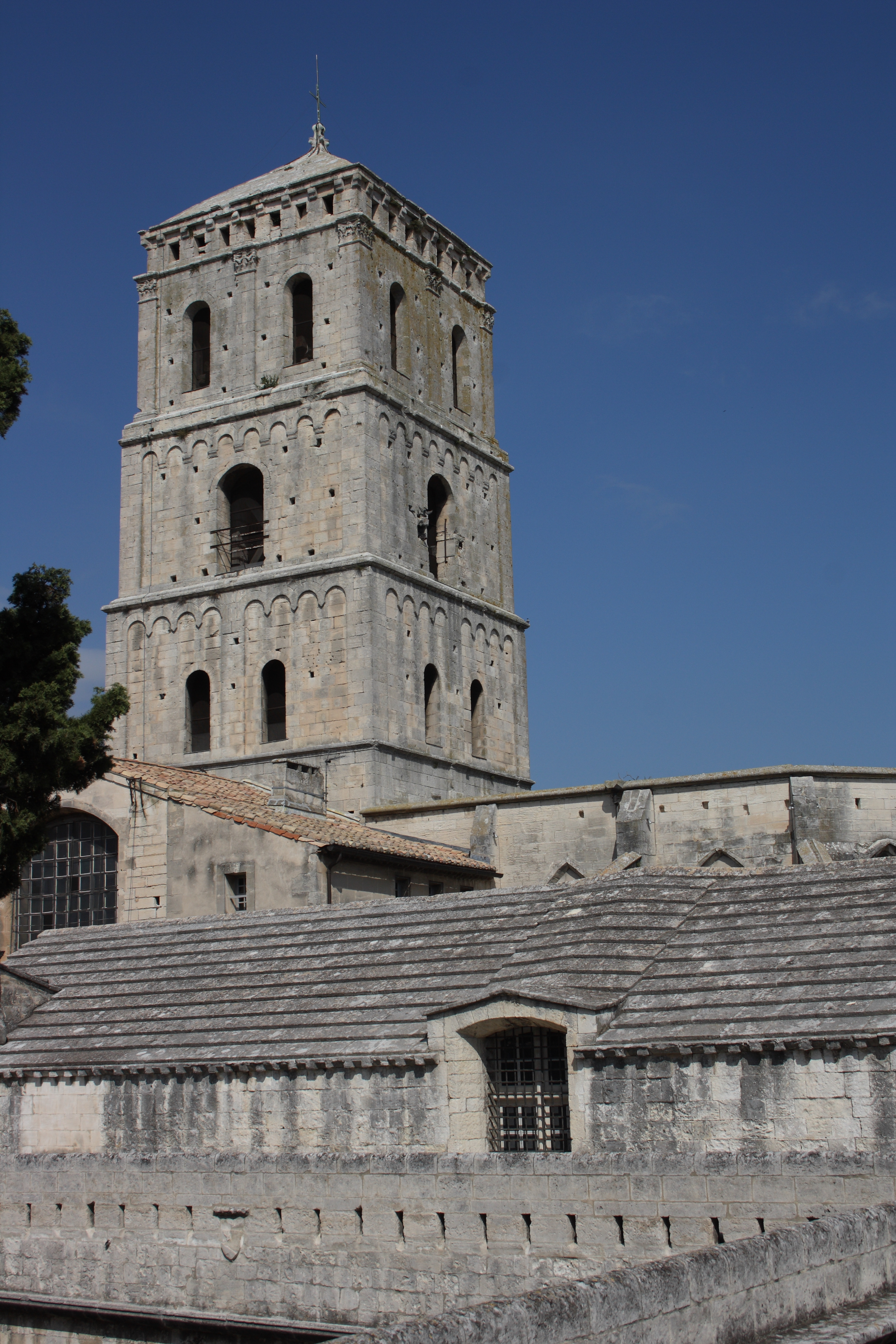
Собор Святого Трофима в Арле построен в XI веке на месте собора святого Стефана, в котором проповедовал Цезарий

В своих проповедях Цезарий постоянно призывал прихожан внимать слову Божьему, а к епископам — неустанно повторять рассказы о праведной жизни. В ещё не вполне христианском Провансе задача привлечения внимания паствы к проповеди стояла достаточно остро — многие во время её произнесения занимались своими делами, разговаривали или уходили, уходили до её завершения или сразу же после. Многие епископы игнорировали этот аспект, как, например, Гонорат Арелатский (ум. 429), у которого мессы не длились меньше четырёх часов. Цезарий, напротив, считал правильным не усложнять жизнь занятым людям, и потому его мессы продолжались не более часа, а проповеди — минут 30—40. Однажды, когда рассказ об Иосифе затянулся, Цезарий предпочёл прерваться, отпустить людей, чтобы завершить рассказ в следующий раз. Более того, если у кого-то болели ноги, и он не мог долго слушать стоя, тому разрешалось расположиться любым удобным ему способом. Оправданием манкирования проповедью могло быть либо боолезнь, либо «серьёзная общественная необходимость».
Все средства, доступные епископу, должны быть посвящены проповедованию слова Божьего и противостоянию дьявольским проявлениям в разрушающемся мире. Обращаясь к тем своим собратьям, которые считают своё красноречие недостаточным, чтобы рассуждать публично о доктринальных вопросах, Цезарий заявляет, что не так сложно просить людей не напиваться, не прелюбодействовать, не лжесвидетельствовать, женщин не совершать аборты, платить десятину, вести целомудренный образ жизни и соблюдать посты. В конце концов, если нет даже минимального таланта у епископа, и нет диакона, который мог бы прийти ему на помощь, допустимо использовать чужие проповеди, адаптированные под местные реалии. Предваряя собрание своих проповедей, Цезарий предупреждал священников, которые пренебрегут его помощью, что им придётся отвечать за своё нерадение перед самим Богом. Проповедование требовало хорошего знания Священного писания и церковной традиции, поэтому для Цезария была важна богословская подготовка духовенства. Данная проблема обсуждалась на нескольких соборах, проведённых Цезарием. Агдский собор 506 года, помимо прочего, постановил, что в диаконы можно рукополагать не ранее 25 лет, а в священники и епископы — 30 лет. Другим решением собора вводилось требование прочитать перед посвящением не менее четырёх раз весь Ветхий и Новый завет. Дополнительно, Арелатский собор 524 года ввёл требование для мирян, желающих принять священство, потратить год на подготовку.
Свои проповеди Арлезианец выстраивал таким образом, чтобы каждая из них представляла законченный рассказ и была посвящена одному вопросу. Основная идея проповеди, как правило, суммировалась в конце и имела, чаще всего, житейский и дидактический, а не абстрактно-богословский смысл. Перед своими слушателями Цезарий разворачивал картину мира, в котором каждая христианская душа есть храм, а все вместе они образуют единый храм вечной жизни (serm. 229.2). Святость места, в котором собрались на проповедь жители Арля, определяется не внутренними свойствами освящённых камней базилики, а совокупными усилиями «народа Божия», духовенства и мирян, делающими место святым. Цезарий требовал от своих прихожан духовного роста и, чтобы быть допущенными к мессе, требовалось раздавать милостыню, участвовать в диспутах, исповедоваться в грехах, приносить хлеб и вино для евхаристии и, по возможности, десятую часть урожая. Месса занимала весь воскресный день, когда все «мирские заботы» должны быть оставлены (serm. 116.6), включая сельскохозяйственные работы и половую жизнь. Нарушителям запрета Цезарий обещал страшные кары, а дети, зачатые в воскресенье, неизбежно должны были родиться прокажёнными или эпилептиками. Те, кто собирался принять причастие, должны были соблюдать ещё более строгие ограничения. Присутствуя на мессе прихожане должны были воздерживаться от пустой болтовни, которую Цезарий рассматривал как происки дьявола.
Литературные достоинства проповедей Цезария заслужили противоречивые оценки. Автор одной из первых современных монографий о нём Артур Малнори (Arthur Malnory), уделивший много внимания проповедям, подчёркивал многочисленные стилевые ошибки и полагал не вполне применимым к ним слово «красноречие». Подготовивший первое издание проповедей Цезария доминиканский филолог Жерменом Мореном, большую часть жизни посвятивший изучению наследия Арлезианца, характеризовал его стиль как «чистое и простое красноречие блаженного мужа». Не находя возможным восхищаться литературным языком своего героя, Морен ставил его вслед за лучшими образцами латыни того времени, трудами Эннодия и Сидония Аполлинария. Согласно Эриху Ауэрбаху, для Цезария в его обстоятельствах, когда требовалось добиться понимания необразованных слушателей, классическое ораторское искусство было бесполезно. Тем не менее, его тексты содержат примеры разнообразных риторических приёмов, заимствованных, впрочем, не в классической литературе, а у более образованных Отцов церкви, прежде всего Августина. Однако, в отличие от последнего, в текстах Цезария не встречаются отклонения от темы или резкие смены сюжета. Ауэрбах отмечает лёгкость для понимания проповедей Цезария, душевную теплоту в его обращениях к пастве и относит их к речевому регистру sermo humilis («обыкновенная речь»). У. Клингширн связывает такой выбор выразительных средств с наметившейся с конца V века в Галлии тенденцией к смещению источника авторитета епископской власти с традиционно-аристократического к основанному на индивидуальной вере и примере аскетизма.
Сохранилось более 300 проповедей Цезария. Хотя они были литературно обработаны перед обнародованием, примерно в таком виде они и были прочитаны перед прихожанами Арля. Около трети проповедей основаны на более ранних патристических образцах, но несут следы глубокой переработки. Согласно классификации Жермена Морена, выделяют пять групп проповедей. Наиболее полно иллюстрирую талант Цезария как проповедника его проповеди к народу (Sermones de diuersis seu admonitiones, ss. 1—80).

### Прочие произведения
Из огромного количества писем, которые, предположительно должен был написать Цезарий за 40 лет своего епископского служения, сохранились только три. Одно, очень краткое, предназначенное Рурицию Лиможскому, содержит упрёк в связи с отсутствием последнего на Агдском соборе 506 года. Два других адресованы сестре епископа, Цезарии Старшей и возглавляемой ей женской монашеской общине. Помимо указанных, сохранилось несколько писем к Цезарию от ряда римских пап.
Наибольшее значение из составленных Цезарием монастырских уставов имеет тот, который был подготовлен для женской общины. Начатый в 512 году и законченный в 534 году, он в значительной степени основан на уставе Святого Августина. Внесённые Цезарием изменения имели преимущественно целью упрощение изложения. Женский устав Цезария был первым, написанным специально для женской общины, а не адаптирован из мужского.
Перу Цезария принадлежат два небольших трактата, «О благодати» («De gratia») и «О тайне Троицы» («De mysterio sanctae Trinitatis»). Оба они имеют апологетический характер и направлены против пелагиан и ариан соответственно. Относительно «Бревиария веры против еретиков» («Breviarium fidei adversus hereticos») есть сомнения в авторстве Цезария, равно как и по поводу «Разъяснения Апокалипсиса» («Expositio in Apocalypsim»).

## Взгляды

### Общественная нравственность
В своих проповедях Цезарий часто говорил о загробном мире, чаще упоминая адские муки, нежели рай или воскресение. Как он сам признавался, слушатели его часто упрекали за бесконечные разговоры на страшные темы. Долгое время две проповеди Цезария (167 и 179), ложно атрибутированные Августину, считались обоснованием учения о чистилище в ранней патристической традиции. Действительно, Цезарий заимствовал тезис Августина о том, что очистительный огонь (ignis purgatorius) будет более ужасен, чем всё то, что человек мог выстрадать при жизни. Также Цезарий использовал подход Августина для различения между грехами тяжкими, ведущими прямо в ад (crimina capitalia), и мелкими, устраняемыми очистительным огнём. Последнее уточнение было новшеством, введённым арлезианским епископом. Преследуя пастырские цели, Цезарий составил списки «смертных» и мелких грехов, чего не сделал Августин. В одном перечислении и, видимо, одной тяжести, у него указываются «желание чужой жены» и «отвержение советов и поучений священника». Временного наказания заслуживают виновные в лжесвидетельстве, гневе и несправедливости, тогда как те, кто «мудро использует своё богатство, довольствуется телесно необходимым, великодушны и не жестоки к ближним», счастливы.
Несмотря на своё не совсем прочное положение в Арле, Цезарий никогда не прекращал непримиримую борьбу с появлениями мужской половой распущенности и пьянства. Как отмечает новозеландский историк Лиза Бейли (Lisa Kaaren Bailey), такими стали новые («варварские») представления о маскулинности, сменившие римскую модель поведения в варварских королевствах. Многократно возвращаясь к теме пьянства в своих проповедях, он характеризовал этот порок и как языческий пережиток, и как следствие дурных обычаев, неверно понимаего гостеприимства. Против разврата Цезарий доводы на основе библейских заповедей, одобряя, фактически, только половые отношения с целью зачатия в браке. С сожалением епископ Арля отмечал, что прочие епископы Галлии не следуют его примеру и не осуждают пороки с должным рвением. Действительно, ни в проповедях «Евсевия Галликана», ни у Авита Вьеннского указанным порокам не уделяется значительного внимания.

### Благотворительность и десятина
Согласно сложившимся начиная с середины XX века представлениям, процесс становления десятины как обязательного церковного налога был постепенным, и ключевые изменения произошли в VI веке в Галлии. В раннем христианстве и у Августина понятие десятины относилось к благотворительности, и её распределение в пользу бедных производилось без участия церкви. В понимании Иеронима Стридонского выплата десятины являлась актом благочестия, компенсирующим недостаток евангельского совершенства жизни мирян. В качестве образца, устанавливающего приемлемый минимум, бралась иудейская десятина (Мф. 5:20), однако далее возникало множество вопросов — какой размер пожертвования требуем для истинного христианина, является ли выражением христианской любви принудительно взимаемая десятина, необходима ли благотворительность для спасения, и если богатство является даром Божьим, правильно ли его раздавать другим. Амвросий Медиоланский был одним из первых, кто выдвинул идею о том, что божественная справедливость требует от богатых предоставить бедным средства к существованию. Он подчёркивал, что поскольку всё в мире есть дар Божий, предназначенный для всех, на верующих накладывается обязательство обеспечить каждого причитающейся его частью. Соответственно, у Амвросия и других богословов того времени акцент сместился от определения буквального размера подлежащей дарению доли имущества или дохода к символическому толкованию дара как выражения любви и индивидуальной ответственности. Такое понимание доминировало в Галлии к началу VI века, и встречается, в частности, у Юлиана Померия.
Тенденция к оправданию обязательности взимания церковью десятины и первых плодов особенно заметна в церкви Восточной Римской империи, а её появление в Галлии связывают с Иоанном Кассианом (ум. ок. 430), длительное время монашествовавшего в Египте. Масштабная общественная деятельность Цезария требовала постоянного финансирования, и такой ненадёжный источник средств, как добровольные благотворительные взносы его не устраивали. Не имея возможности принудить несогласных, Цезарий склонялся к тому, чтобы силой убеждения добиться выполнения возлагаемых на паству финансовых обязательств. С теоретической точки зрения перед ним стоял поставленный ещё Кассианом вопрос: является ли благотворительность свободным деянием любви и сострадания, проистекающим из закона божественной справедливости обязательством, или же сочетанием обоих факторов. Решение Кассиана, с которым Цезарий был знаком, предполагало объединение обязательств и свободы через монашеское самоотречение, но такой подход не являлся приемлемым для большинства христиан. Инновацией Цезария стало разделение понятий: благотворительность он связал со свободой и любовью, а десятину с законом и справедливостью. Хотя уплата десятины и является богоугодным делом, заслуга от неё меньше, чем от благотворительности, которая имеет своим источником оставшийся после десятины избыток. При этом, как отмечает российский историк И. Филиппов, само по себе существоване бедных не вызывает у Цезария существенных чувств, а сами они рассматриваются как возможность совершения полезных для искупления действий. Любая смерть бедняка от голода в местности, где живут уклоняющиеся от уплаты десятины, будет на совести последних.

### Благодать и покаяние
Согласно общепринятой точке зрения, результатом Второго Оранжского собора 529 года стал триумф антипелагианского, августиновского в своей основе, богословия Цезария. Тем не менее, причины, по которым данный вопрос приобрёл актуальность, а также нюансы собственных взглядов Цезария, являются предметом научных дебатов. Судя по всему, непосредственной причиной созыва собора в 529 году стала неудача Цезария и его сторонников на предшествующем соборе в Валенсии, на котором было подтверждено укоренившееся в Галлии учение о том, что нет предопределения относительно веры человека, то есть, причиной веры является не исходящая от Бога благодать, а природные обстоятельства. Согласно У. Клингширну, интерес к осуждению взглядов ересиарха предшествующего столетия Пелагия мог возникнуть под влиянием развернувших активную деятельность в 520-х годах в Риме Скифских монахов. Американский историк Ральф Матисен (Ralph W. Mathisen) полагает, что нельзя однозначно утверждать, что в Оранже победила августиниансткая точка зрения. Такое представление могло возникнуть благодаря административной возможности Цезария обеспечить сохранность документов выгодного ему собора. Нет достоверных свидетельств о том, что участники Валенсийского собора высказывали те пелагианские взгляды, которые им были приписаны позднее. Более того, окончательность «победы» Цезария является сомнительной с учётом его обращений в Рим за поддержкой к папе Феликсу. Согласно другой версии, проблематика, лежащая в основе учения Цезария о благодати, была тесно связана с его представлении о роли благотворительности в деле спасения. Оранжский собор постановил, что получаемая в результате крещения благодать не обусловлена заслугами и необходима для спасения, а последующие добрые дела совершаются человеком при содействии даруемой Богом благодати. Собор подтвердил обыденное представление о необходимости хороших поступков, а августиновское учение о важности благотворительности получило обоснование. В своих проповедях Цезарий пошёл ещё дальше, и утверждал, что никто даже надеяться не может на спасение без благотворительности. При этом, однако, не имелся в виду своего рода подкуп, но проявление освобождённой в результате крещения воли .
Американский богослов Ребекка Уивер (Rebecca H. Weaver) рассматривает роль Цезария в полемике о предопределении и благодати в контексте тем его проповедей. По мнению исследовательницы, заинтересованность епископа Арля проистекала из главной задачи его пастырского служения — увещевании членов своей общины вести христианский образ жизни. При этом богословская схема, которой он придерживала, была сформулирована под влиянием монашеского богословия Иоанна Кассиана. Основанием её является основанная на идее грехопадения Адама оппозиция райского блаженства и земного ужаса, награды и наказания. Одной из наиболее часто упоминаемый библейских цитат у Цезария был рассказ о суде народов и отделении овец от козлов на Страшном суде (Мф. 25:31—46), который он связывал со своей концепцией воздаяния за земные дела. Приготовление к Страшному суду, согласно Цезарию, заключалось в самоанализе, покаянии и в совершении добрых дел. Постоянно анализируя свои мысли, верующий должен ощущать себя либо проводником Божественной воли, творящим добро, либо слугой дьявола и каяться. Такой подход весьма далёк от неизменяемых установлений Бога Августина, но находится в согласии с Фульгенцием Руспийским, учившем о возможности получения уверенности в спасении в результате исследования своих мыслей. Цезарий верил во взаимосвязь деяний внешней и внутренней жизни с посмертной судьбой. Страх в данном случае уместен, но только как конструктивная сила, направляющая к покаянию. Именно покаяние, за которым следует отвержение прежнего порочного образа жизни, является ключом к спасению. Вера и её фактическое выражение в виде благотворительности в равной степени необходимы, чтобы выдержать суд. Два вида благих дел возможны: материальная помощь, включая, но не ограничиваясь, десятину, и прощение врагов. Как было сказано выше, Цезарий выделял добровольные пожертвования в отдельную категорию добрых дел.
Нельзя, тем не менее, утверждать, что Цезарий полагал добрые дела предшествующими благодати, что было бы проявлением полупелагианства. С другой стороны, в его проповедях много говорится о страхе и покаянии, но мало о благодати. По мнению Р. Уивер, в своём понимании ключевого для христианского предопределения эпизода Библии об «ожесточении сердца Фараона» (Исх. 4:21, Исх. 14:17, Рим. 9:6—24) Цезарий следовал раннехристианскому толкованию Оригена и адепта полупелагианства Фавста Регийскиго, учивших о том, что «ожесточение» человека является откликом на действия Бога в его отношении, что участь человека зависит от его действий. Ответственность, в свою очередь, возникает после и становится возможной вследствие крещения, смывающего все грехи, включая первородный. Благодаря крещению человек освобождается от власти греха, после чего может употребить обретённую свободу во благо или во зло, за что будет вознаграждён или наказан.

## Историография

Цезарий Арелатский на гербе города Рестинкльер, департамент Эро

Основным источником сведений о жизни Цезария является его житие («Vita Caesarii»), составленное не позднее, чем через семь лет после его смерти коллективом из пяти священнослужителей. Житие состоит из двух книг. Основным автором первой из них был епископ Киприан Тулонский, близкий сподвижник Цезария. В работе над первой книгой принимали также участие епископы Фирмин Узесский и Вивенций, чей диоцез не известен. Вторую книгу написали два клирика арелатского диоцеза, прислуживавшие Цезарию с молодости, священник Мессиан и диакон Стефан. Соответственно, деление жития на книги отражает аспекты, в которых их авторы были знакомы с деятельностью Цезария. Первая книга посвящена его деятельности как епископа и политического деятеля, церковной карьере и путешествиям до Оранжского собора 529 года. Авторы второй книги изображают Цезария так, как он запомнился местному духовенству: повседневное пасторское служение, участие в обрядах экзорцизма, его видения и тому подобное. Житие было написано по просьбе Цезарии Младшей, близкой родственницы покойного епископа, настоятельницы семейного аббатства в 527—559 годах. Аутентичность жития и его ценность как исторического источника не вызывают сомнения. Ряд людей и событий, упоминаемых авторами жития, известен из других источников.
Судя по количеству сохранившихся рукописей и их географическому распространению, труды Цезария были весьма популярны в Средние века. Идеи Цезария, распространявшиеся анонимно или под чужим именем, обнаруживают в англо-саксонской поэзии, древнескандинавских проповедях, важных текстах Грациана и Фомы Аквинского. В последующие столетия Цезарий не был забыт. Кардинал Цезарь Бароний в конце XVI века писал о нём как о великом кормчем, ведшим корабль галльской церкви через волны варварских нашествий и нападок еретиков. Editio princeps проповедей Цезария появился в 1508 году, за которым последовали ещё семь изданий до 1669 года. В начале XVIII века мавристы издали часть проповедей в составе полного собрания сочинений Августина, однако вскоре аббат Пьер Кустан атрибутировал часть из них на Цезарию. Научные работы, посвящённые епископу Арля, появились только в последнее десятилетие XIX века. Значительный импульс последующим исследованиям дало подготовленное бенедиктинцем Жерменом Мореном издание проповедей Цезария (1937—1942). В ходе многолетних исследований он проанализировал большинство из известных рукописей и уточнил атрибуцию проповедей, ранее приписывавшихся Августину. Сформированный Мореном эталонный перечень из 238 проповедей стал основой для дальнейших текстологических исследований, в ходе которых были выявлены новые фрагменты. Первый том вышел в 1937 году и не был широко доступен. Доступ к появившемуся во время войны второму тому был ещё более ограничен, так как значительная часть тиража была уничтожена пожаром в 1943 году. Несмотря на обстоятельства, издание получило известность и было оценено достаточно высоко. В 1953 году проповеди были переизданы в латинской серии проекта Corpus Christianorum издательства Brepols. Во второй половине 1940-х — 1950х продолжилась работа над формированием корпуса проповедей Цезария, появлялись посвящённые различным аспектам его жизни и творчества публикации. В высказываниях французских историков по-прежнему звучала похвала в адрес епископа Арля: в 1948 году Анри-Ириней Марру охарактеризовал его как основоположника христианского образования на Западе, а в 1950 году Альбер Гренье на материале проповедей Цезария обосновывал духовную близость жителей Арля VI века с современными французами. С появлением издания Морена Цезарий прочно входит в учебные программы, появляются диссертации на тему различных аспектам его богословия и литургической практики.
Первые переводы проповедей Цезария на французский язык появились ещё в 1648 году («Soixante Homelies de Saint Caesaire Archevêque d’Arles. Traduites en François, Suivies de la Vie de Sainte Cesarée et de celle de Sainte Rusticule, Abbesses du Monastere fondé par ce St. Archevesque») и в 1760 году («Sermons de Saint Césaire Evêque d’Arles, Traduits en François sur l’Edition des RR.PP. Bénédictins»). В 1958 году несколько из них перевёл медиевист Пьер Рише для книжной серии, предназначенной для движения Христианской рабочей молодёжи. Затем, сборники переводов избранных проповедей опубликовали Альбер Блэз (1962) и Сирилл Фогель (1964). В 1972 году вышел первый итальянский перевод десяти проповедей, после чего вышел ещё ряд переводов на европейские языки в составе диссертаций. В 1971 году в серии Sources chrétiennes был издан французский перевод первых 20 проповедей, с латинским текстом Морена и комментариями. С конца 1960-х годов рос интерес к Цезарию как монаху и основателю монастыря. В 1988 году в переводе Адальбера де Вогюэ вышли его посвящённые монашеству труды в двух томах, включая оба устава, письма и завещание. В последующие десятилетия уставы Цезария появились в итальянском, немецком, польском и шведском переводах. В связи с 1500-летием со дня рождения появились первые переводы «Vita Caesarii» на современные языки. опубликовано несколько французских, английский, польский (2008) и русский (2014) переводы. Из богословский трактатов, переведён только комментарий на Апокалипсис.
Материал проповедей Цезария послужил основной для разнообразных обобщений. Исследователи отмечают глубокое влияние его реформаторских идей о грехе на развитие нравственности и духовности в западном христианстве, французский доминиканец Анре-Мари Дюбарль называл учение Цезария о контрацепции важным патристическим свидетеством в контексте современных проблем. Американский профессор богословия Мэри Анн Майески (Marie Anne Mayeski) отмечает искренность и пастырскую убеждённость Цезария, его вдумчивую и внимательную к тексту экзегетику, глубоко укоренённую в индивидуальных религиозных чувствах. Как исторический источник, проповеди Цезария используются преимущественно в исследованиях по развитию христианства в Провансе. Относительно много работ посвящено его методу проповедования, но существенно меньше — языку и стилю, литургии и отражению социальных реалий. У. Клингширн обращает внимание на выдвинутый американским историком Уильямом Дэли (William M. Daly) тезис о Цезарии как о предтече средневекового христианского мира и populus christianus как новой идентичности, сложившейся на территории бывшей Римской империи. С конца 1970-х годов актуальным направлением в исследовании ранних Средних веков стали сюжеты о роли церковных институтов и, в частности, епископов в трансформации античного общества. Монография У. Клингширна «Caesarius of Arles: The Making of a
Christian Community in Late Antique Gaul» (1985) была создана в рамках такой парадигмы, подразумевая агентность как самого Цезария, так и его паствы, в формирование христианской общины Галлии. Христианизация стала основной темой действовавшей в конце 1980-х годов коллаборации, организованной лионским Institut des Sources Chrétiennes. В 1988 году, в ознаменование 1500-летия вступления Цезария в Леринское аббатство, они опубликовали первые тома из предполагаемого четырёхтомного собрания сочинений и несколько сборников статей.
Результаты многолетних усилий Анастасии Озолен (Anastasia Ozoline) по реставрации реликвий Цезария были представлены на конференции в 1998 году в Арле. Со второй половины XX века институт INRAP ведёт раскопки на территории бывшего монастыря святого Иоанна в районе Enclos Saint-Césaire Арля.

## Избранные издания трудов
- Sancti Caesarii episcopi Arelatensis sermones / ed. by Germain Morin. — Turnhout : Brepols, 1953. — Vol. II vols.. — (Corpus Christianorum Series Latina).
- Saint Caesarius of Arles. Sermons / Translated by  Mueller М. М.. — Washington : The Catholic University of America Press, 2010a. — Vol. Volume I (1–80). — 400 p. — ISBN 9780813211312.
- Saint Caesarius of Arles. Sermons / Translated by Mueller М. М.. — Washington : The Catholic University of America Press, 2010b. — Vol. Volume II (81–186). — 509 p. — ISBN 9780813211473.
- Saint Caesarius of Arles. Sermons / Translated by Mueller М. М.. — Washington : The Catholic University of America Press, 2010c. — Vol. Volume III (187–238). — 311 p. — ISBN 9780813211664.
- Vie de Césaire d’Arles / Texte critique de Dom G. Morin. Introduction, révision du texte critique, traduction, notes et index par M.-J Delage avec la collaboration de M. Heijmans. — Paris : Éditions du Cerf, 2010. — Vol. 536. — (Sources chrétiennes).